# Самарийтрикобальт
Сама̀рийтрико́бальт — бинарное неорганическое соединение, интерметаллид
кобальта и самария
с формулой Co3Sm,
кристаллы.

## Получение
- Сплавление стехиометрических количеств чистых веществ:

{\displaystyle {\mathsf {3Co+Sm\ {\xrightarrow {1200^{o}C}}\ Co_{3}Sm}}}

## Физические свойства
Самарийтрикобальт образует кристаллы
тригональной сингонии, пространственная группа R 3m, параметры ячейки a = 0,5053 нм, c = 2,461 нм, Z = 9,
структура типа плутонийтриникеля Ni3Pu
.
Соединение образуется по перитектической реакции при температуре 1200 °C.